# Daniel O'Connell
Daniel O'Connell (6 de agosto de 1775 - 15 de mayo de 1847), también conocido como El libertador (The Liberator), fue la figura política más importante en la Irlanda de la primera mitad del siglo XIX. Muy crítico con las ideas que implicaban una insurrección violenta de Irlanda, llegó a decir que la libertad de la isla no valía el derramamiento de una sola gota de sangre. Siempre se valió de métodos populistas y parlamentarios para conseguir el cambio.

## Primeros años
O'Connell nació cerca de Caherciveen, Condado de Kerry, en la en otro tiempo poderosa familia católica de los O'Connell de Derrynane, que había sido desposeída de sus tierras. Bajo el patronazgo de su tío, Maurice Hunting Cap O'Connell, estudió en Douai, Francia. Fue admitido en Lincoln's Inn en 1794 y transferido al King's Inn de Dublín dos años más tarde. En sus primeros años apoyó a los radicales prodemocracia de la época y creía en la igualdad de derechos y la tolerancia religiosa en su propio país.

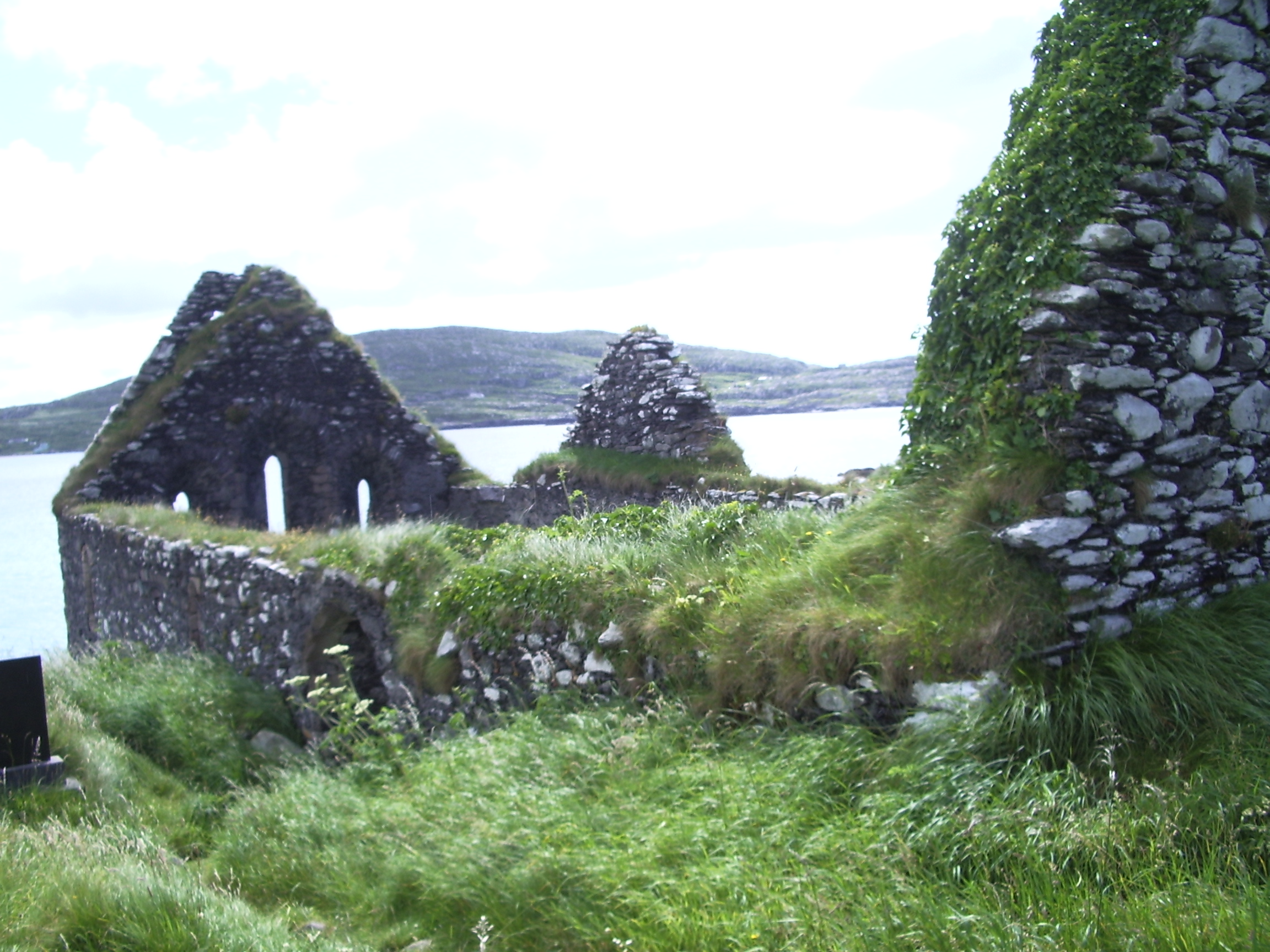
Vista de las ruinas de la abadía de Derrynane, en las cercanías de la casa natal de O'Connell.

Mientras estudiaba leyes en Dublín, su tío Maurice le dio instrucciones de no implicarse en ninguna actividad de milicias. Cuando Theobald Wolfe Tone desembarcó en Bantry Bay con un ejército francés en diciembre de 1796, O'Connell se encontraba en una encrucijada vital, debido a sus dudas acerca de la política. Dennis Gwynn, en su biografía Daniel O'Connell: El liberador de los irlandeses sugiere que esta incertidumbre se debía a que Daniel se había enrolado como voluntario en defensa del gobierno, pese a que el gobierno intensificaba la persecución de los católicos como él.
Deseaba entrar en el Parlamento, pero cualquier tipo de posibilidad para un católico de acceder a la Cámara, que había sido abierta dos años atrás, fue completamente vetada tras los sucesos de 1798.
Como estudiante, O'Connell era consciente de su talento, pero sabía que nunca podría ocupar los puestos más altos del escalafón. Se centró en temas relacionados con la historia legal y política de Irlanda, afirmando en sus conclusiones que "en Irlanda, la política del Gobierno ha estado encaminada exclusivamente a reprimir al pueblo y a mantener el estatus de una minoría privilegiada y corrupta."
El 19 de mayo de 1798, O'Connell fue convocado al Irish Bar donde lo nombraron barrister. Cuatro días después, la Sociedad de Irlandeses Unidos iniciaba su rebelión que los británicos reprimieron con gran derramamiento de sangre. O'Connell no apoyó aquella rebelión; creía que la cuestión se podía resolver políticamente antes que por las armas. Decidió retirarse a su casa en Kerry y no tomó parte ni en la rebelión ni en la represión. Durante diez años se dedicó a la práctica privada de la abogacía en el sur de Irlanda. Condenó también el levantamiento de Robert Emmet en 1803. Acerca de él escribió: "Un hombre capaz de preparar a sangre fría tal derramamiento de sangre, tantos asesinatos y tales horrores de toda clase ha dejado de ser objeto de compasión."

## La campaña por la Emancipación Católica
Regresó a la política en la década de 1810, estableciendo el Comité Católico en 1811 en lucha por la Emancipación Católica, que permitiría a los católicos irlandeses convertirse en miembros del Parlamento. En 1823 creó la Asociación Católica que ampliaba sus reivindicaciones en pro de los católicos irlandeses, como reforma electoral, reforma de la Iglesia de Irlanda, derechos de los arrendatarios y desarrollo económico. La cuota de asociado era de un penique al mes, cantidad mínima pensada para que los campesinos católicos se adhirieran al movimiento. La suscripción fue un rotundo éxito y la Asociación recaudó una gran cantidad de dinero en su primer año. Este dinero fue utilizado para realizar campaña por la Emancipación Católica, concretamente financiando las campañas de parlamentarios proemancipación a la Cámara de los Comunes.

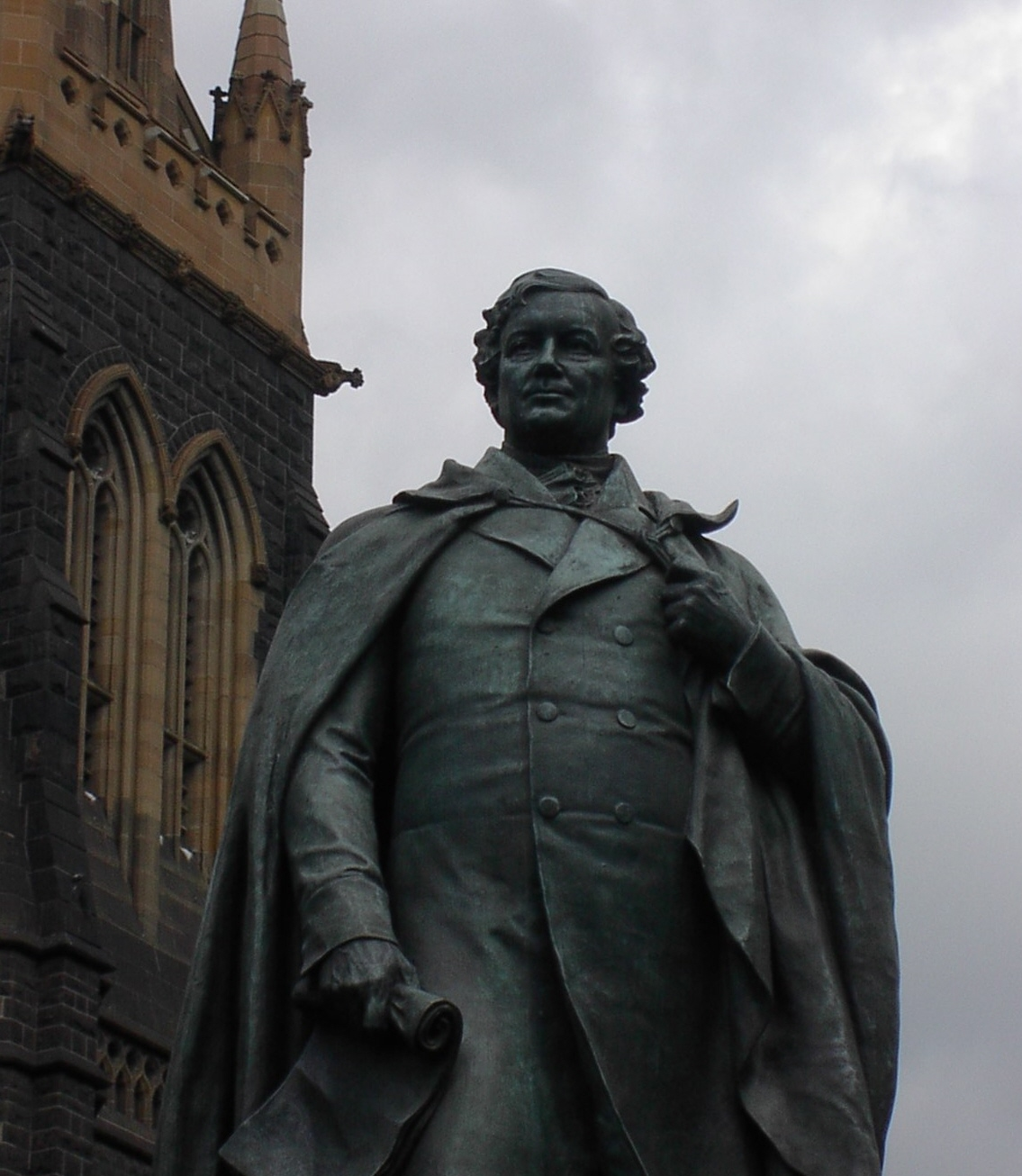
Estatua de Daniel O'Connell ante la Catedral de St Patrick en Melbourne.

En 1815 tuvo lugar un suceso que le marcaría de por vida. La Corporación de Dublín (el gobierno municipal) se había mostrado siempre contrario a los católicos y apoyaba a la Ascendencia Protestante. En uno de sus discursos, O'Connell acusó a "The Corpo", como se conocía popularmente a la Corporación de ser una "corporación de mendigos". Los integrantes de la Corpo se pusieron furiosos ante el comentario y exigieron disculpas a O'Connell, que se negó. Fue entonces cuando uno de los miembros y conocido duelista, John D'Esterre, le desafió. La expectativa de que O'Connell pudiera morir llenó de expectación a los ocupantes del castillo de Dublín, que consideraban a O'Connell "peor que un peligro público" y deseaban fervientemente que fuera eliminado de la escena pública. Sin embargo fue O'Connell el que hirió mortalmente a D'Esterre en el duelo, que tuvo lugar en Oughterard, condado de Kildare. Impresionado, se ofreció a mantener a la viuda, que rechazó el ofrecimiento, aunque sí aceptó una pensión para su hija que O'Connell pagaría durante más de treinta años. El recuerdo del duelo perseguiría durante toda su vida al abogado irlandés.
Como parte de su campaña por la Emancipación Católica, O'Connell se presentó en 1828 a una elección a la Cámara de los Comunes por el condado de Clare para cubrir la vacante dejada por William Vesey-FitzGerald, II Barón FitzGerald y Vesey, otro partidario de la Asociación Católica. O'Connell ganó el asiento, pero no podía ocuparlo al no estar permitido el acceso a los católicos al Parlamento de Inglaterra. Sin embargo, tanto el primer ministro, el duque de Wellington, como el secretario de Estado, Sir Robert Peel, comprendieron a su pesar que negar a O'Connell su escaño podría causar otra rebelión como la de 1798 en una Irlanda mayoritariamente católica (en torno al 85% de la población).
Peel y Wellington convencieron al rey Jorge IV de la necesidad de aprobar la ley de Emancipación Católica y de permitir a los miembros de otras confesiones cristianas distintas a la Iglesia de Irlanda acceder al Parlamento, lo que se aprobó por ley en 1829, gracias al apoyo liberal.
Irónicamente, la elección de O'Connell, un defensor de los métodos políticos no violentos, desencadenó en Irlanda una etapa de agitación y violencia. En aquel momento, todos los trabajadores agrarios tenían la obligación de mantener a la Iglesia de Irlanda mediante el pago de diezmos. El hecho de que la mayoría de los trabajadores de la tierra fueran católicos y tuvieran que mantener una religión minoritaria que no era la suya, había acabado por generar tensión. En 1831 se inició una campaña pacífica de no-pago, que acabó desembocando en la conocida como Guerra del Diezmo (1831-1836) cuando el gobierno ordenó a la recién creada Royal Irish Constabulary el embargo de las propiedades que no habían pagado sus deudas. Aunque contrario al uso de la fuerza, O'Connell defendió con éxito a los participantes en la batalla de Carrickshock, consiguiendo la absolución para todos ellos. Sin embargo, O'Connell rechazó la petición de Sharman Crawford de la total abolición de diezmos en 1838, ya que esta reclamación habría puesto en peligro la alianza entre Whigs, radicales e irlandeses en el Parlamento.
En 1841, Daniel O'Connell fue el primer católico en ser nombrado Alcalde de Dublín desde el reinado de Jacobo II de Inglaterra, último monarca católico de las islas británicas.

## Campaña por el «rechazo de la Unión»

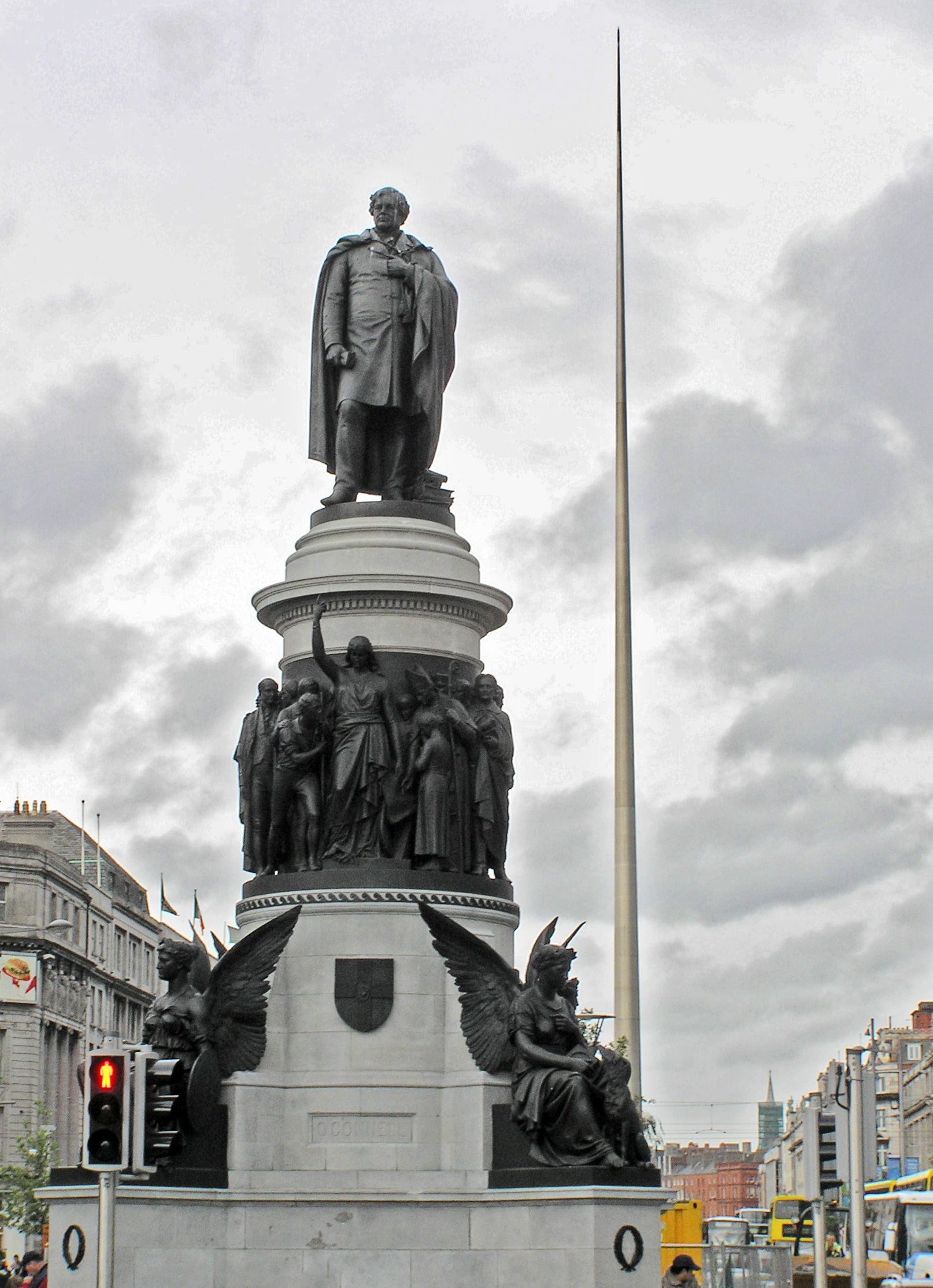
Monumento a O'Connell en Dublín.

Tras el logro de la emancipación de los católicos, O'Connell inició una campaña por la derogación del Acta de Unión de 1800 que había significado la unión de los reinos de Gran Bretaña y de Irlanda, en el Reino Unido de Gran Bretaña e Irlanda. Con este fin, O'Connell fundó la Asociación por la Derogación, que defendía la reinstauración de un Reino de Irlanda, del que sería reina la reina Victoria.
Para conseguirlo, O'Connell organizó una serie de Encuentros multitudinarios a lo largo de Irlanda, con la excepción de la provincia del Úlster, dominada por protestantes y unionistas. Estos encuentros recibieron el nombre en inglés de Monster Meetings por la gran afluencia de público (en torno a 100 000 personas). Su repercusión llegó a ser tal que el Gobierno Británico, presidido entonces por Sir Robert Peel, prohibió la celebración de uno de estos encuentros que iba a tener lugar en Clontarf, a las afueras de Dublín. Esta prohibición se produjo tras el más multitudinario de todos los mítines, que tuvo lugar en Tara.
Tara había sido el lugar ancestral de coronación de los Reyes Supremos de Irlanda durante siglos. En Clontarf, Brian Boru había asestado el golpe de gracia a las pretensiones vikingas sobre Irlanda en la batalla de Clontarf en 1014. Sin embargo, pese al apoyo de sus seguidores, O'Connell se negó a desobedecer la orden de las autoridades inglesas y anuló el mitin.
Esto no le evitó ser encarcelado por sedición, aunque fue liberado a los tres meses por la Cámara de los Lores. Privado de su mejor arma, los Monster Meeting, O'Connell no logró avances significativos en la campaña pro Rechazo.

## Muerte y legado

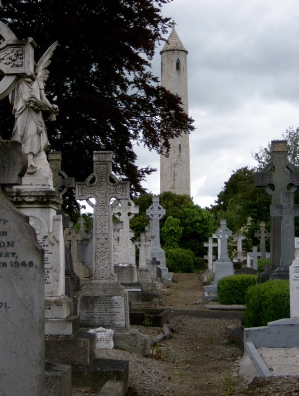
Torre circular marcando la tumba de O'Connell en el cementerio de Glasnevin.

O'Connell falleció a causa de un debilitamiento cerebral en 1847 en Génova, durante un viaje de peregrinación a Roma a los 71 años de edad. Cumpliendo su último deseo, su corazón fue enterrado en Roma y su cuerpo en el cementerio de Glasnevin, en Dublín junto a una torre circular. Sus hijos fueron enterrados en su cripta.
La filosofía y la carrera de O'Connell han inspirado a líderes de todo el mundo, entre los que se incluyen Mahatma Gandhi (1869-1948) y Martin Luther King (1929-1968). William Makepeace Thackeray (1811-1863) le dijo una vez "has hecho más por tu nación que cualquier hombre desde Washington". William Gladstone (1809-1898) le describió como "el líder popular más grande que el mundo ha visto". Honoré de Balzac (1799-1850) escribió que «Napoleón y O'Connell fueron los únicos grandes hombres que el siglo XIX ha visto.» Jean-Henri Merle D’Aubigne (1794-1872) escribió que «el único hombre comparable con Lutero en poder fue O'Connell». Por último, William Wyndham Grenville (1759-1834) señaló: «la historia hablará de él como el hombre más destacado que jamás ha vivido.»
O'Connell es conocido en Irlanda como «el libertador» o «el gran emancipador» por sus éxitos en la lucha en pro de la emancipación católica. Gran admirador de Simón Bolívar, uno de sus hijos, Morgan O'Connell sirvió a las órdenes del general venezolano en 1820.
La calle principal de Dublín, anteriormente llamada Sackville Street, fue rebautizada como O'Connell Street tras la instauración del Estado Libre Irlandés. Su estatua se encuentra en un extremo de la calle, mientras que la de Charles Stewart Parnell se sitúa en el otro extremo. Igualmente, existen calles con el nombre de Daniel O'Connell en Cork, Limerick, Ennis, Sligo, Kilkee, Clonmel, Waterford, Melbourne, Sídney y Adelaida.

## Familia y descendencia

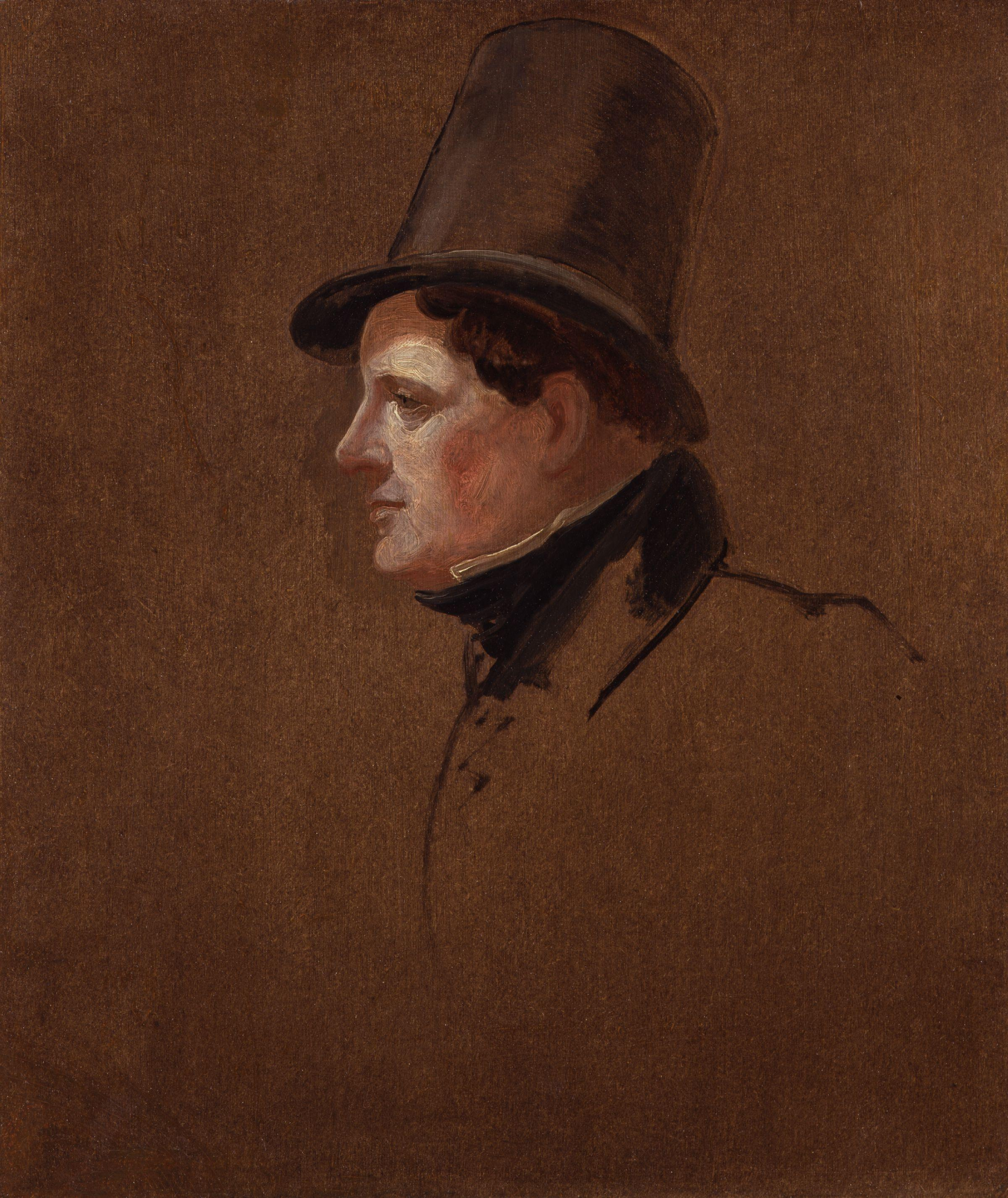
Retrato de 1834 de Daniel O'Connell, obra de George Hayter.

En 1802, O'Connell contrajo matrimonio con su prima tercera Mary O'Connell. Tuvieron cuatro hijas, Ellen, Catherine, Elizabeth y Rickard; y cuatro hijos Maurice, que sería miembro del parlamento, Timothy James, John, también parlamentario, y Daniel O'Connell Jr.

## Ideas y programa político
Crítico con la insurrección violenta en Irlanda, O'Connell dijo una vez que "el altar de la libertad se tambalea si está cimentado sólo con sangre," y sin embargo, en 1841. O'Connell había apoyado la continuidad de la guerra del Opio en China en apoyo al gobierno liberal (o Whig) frente a la moción de censura presentada por los conservadores (tories) en el Parlamento Inglés.
Políticamente, O'Connell empleó métodos parlamentarios y populistas para presionar al gobierno británico e hizo varias declaraciones de lealtad a la corona. Advirtió frecuentemente al aparato británico en la isla de que, si no reformaban el gobierno de Irlanda, los irlandeses empezarían a prestar oídos a los "consejos de los violentos". Los gobiernos británicos posteriores ignoraron sus advertencias, aunque O'Connell, gracias a la mera fuerza de voluntad y al apoyo de los católicos y el clero irlandés alcanzó consiguió numerosos avances; eliminar las incapacitaciones de los católicos; asegurar que los católicos pudieran elegir representantes en el parlamento británico que los defendieran (hasta que se pudiera restaurar el Parlamento Irlandés); y enmendar el Juramento de Lealtad, eliminando cláusulas ofensivas a los católicos para que estos pudieran prestarlo sin ver menoscabada su dignidad.
Aunque hablante nativo del irlandés, O'Connell animó al pueblo de Irlanda a aprender inglés para mejorarse a sí mismos.
Además, aparte de su lucha por la emancipación católica, realizó esfuerzos similares para lograr derechos para los judíos irlandeses. Debido a su insistencia, en 1846, la ley británica "De Judaísmo" que establecía la obligación de llevar vestimentas distintivas para este grupo, fue abolida.